# Championnat de Slovénie de football 2019-2020
Navigation
2018-2019 2020-2021
La saison 2019-2020 du championnat de Slovénie de football est la vingt-neuvième édition de la première division slovène à poule unique, la PrvaLiga. Les 10 meilleurs clubs slovènes jouent les uns contre les autres à 4 reprises durant la saison, 2 fois à domicile et 2 fois à l'extérieur. À l'issue de la saison, l'avant-dernier joue un barrage de promotion-relégation et le dernier est directement relégué en D2.
Le NK Maribor, tenant du titre, défend son titre de champion de Slovénie.
Le championnat est suspendu le 12 mars 2020 en raison de la pandémie de Covid-19 ; la compétition reprend le 5 juin 2020.
La saison se conclut par le premier titre du NK Celje.

## Participants
| \| NK Maribor Olimpija Ljubljana NK Domžale NŠ Mura NK Celje NK Aluminij NK Rudar Velenje NK Bravo NK Tabor Sežana NK Triglav Kranj \| Localisation des clubs engagés dans le championnat. |
| NK Maribor Olimpija Ljubljana NK Domžale NŠ Mura NK Celje NK Aluminij NK Rudar Velenje NK Bravo NK Tabor Sežana NK Triglav Kranj                                                           |

Légende des couleurs
- Premier tour de qualification de la Ligue des Champions 2019-2020
- Premier tour de qualification de la Ligue Europa 2019-2020
- Promu de D2

| Club                  | Se maintient depuis | Classement 2018-2019 | Stade                   | Capacité théorique |
| --------------------- | ------------------- | -------------------- | ----------------------- | ------------------ |
| NK Maribor            | 1991                | 1er                  | Stadion Ljudski vrt     | 12 435             |
| NK Olimpija Ljubljana | 2009                | 2e                   | Stadion Stožice         | 16 038             |
| NK Domžale            | 2003                | 3e                   | Stadion Domžale         | 3 100              |
| NŠ Mura               | 2018                | 4e                   | Stadion Fazanerija      | 3 782              |
| NK Celje              | 1991                | 5e                   | Arena Petrol            | 13 600             |
| NK Aluminij           | 2016                | 6e                   | Park Aluminij Sport     | 532                |
| NK Rudar Velenje      | 2008                | 7e                   | Stadion Ob Jezeru       | 2 341              |
| NK Triglav Kranj      | 2017                | 8e                   | Stadion Stanka Mlakarja | 2 060              |
| NK Bravo              | 2019                | 1er (D2)             | ŽŠD Stadion             | 2 468              |
| NK Tabor Sežana       | 2019                | 2e (D2)              | Stade Rajko Štolfa      | 1 200              |

## Compétition

### Classement
Le classement est établi sur le barème de points classique (victoire à 3 points, match nul à 1, défaite à 0).
Pour départager les égalités, on tient d'abord compte du nombre de points en confrontations directes, puis de la différence de buts en confrontations directes, puis du nombre de buts marqués en confrontations directes, puis de la différence de buts générale et enfin du nombre total de buts marqués.
| Rang | Équipe             | Pts | J  | G  | N  | P  | Bp | Bc | Diff |
| ---- | ------------------ | --- | -- | -- | -- | -- | -- | -- | ---- |
| 1    | NK Celje           | 69  | 36 | 19 | 12 | 5  | 74 | 36 | +38  |
| 2    | NK Maribor T       | 67  | 36 | 20 | 7  | 9  | 66 | 39 | +27  |
| 3    | Olimpija Ljubljana | 67  | 36 | 20 | 7  | 9  | 73 | 44 | +29  |
| 4    | NŠ Mura C          | 56  | 36 | 14 | 14 | 8  | 54 | 42 | +12  |
| 5    | NK Aluminij        | 55  | 36 | 16 | 7  | 13 | 58 | 48 | +10  |
| 6    | NK Bravo P         | 49  | 36 | 13 | 10 | 13 | 50 | 53 | -3   |
| 7    | NK Tabor Sežana P  | 46  | 36 | 13 | 7  | 16 | 45 | 51 | -6   |
| 8    | NK Domžale         | 43  | 36 | 12 | 7  | 17 | 52 | 64 | -12  |
| 9    | NK Triglav Kranj   | 32  | 36 | 9  | 5  | 22 | 44 | 87 | -43  |
| 10   | NK Rudar Velenje   | 12  | 36 | 0  | 12 | 24 | 28 | 80 | -52  |

|  | Qualification pour la Ligue des champions de l'UEFA 2020-2021             |
|  | Qualification pour la Ligue Europa 2020-2021                              |
|  | Participation au barrage de promotion-relégation                          |
|  | Relégation en deuxième division                                           |
|  | T : Tenant du titre C : Vainqueur de la Coupe de Slovénie P : Promu de D2 |

### Barrage de promotion-relégation
À la fin de la saison, l'avant-dernier de première division affrontera la deuxième meilleure équipe de deuxième division pour tenter de se maintenir.
| Équipe 1       | Résultat | Équipe 2              | Aller | Retour |
| -------------- | -------- | --------------------- | ----- | ------ |
| ND Gorica (D2) | 6 - 1    | NK Triglav Kranj (D1) | 1 - 1 | 5 - 0  |

Légende des couleurs
- Le club se maintient en première division.
- Promotion en première division.
- Le club reste en deuxième division.
- Relégation en deuxième division.

## Bilan de la saison
| Championnat de Slovénie de football 2019-2020                        |                       |
| Champion                                                             | NK Celje (1er titre)  |
| Coupes et trophées                                                   |                       |
| Vainqueur de la Coupe de Slovénie 2019-2020                          | NŠ Mura               |
| Qualifications continentales                                         |                       |
| Ligue des champions de l'UEFA 2020-2021                              | NK Celje              |
| Ligue Europa 2020-2021                                               | NK Maribor            |
| Ligue Europa 2020-2021                                               | NK Olimpija Ljubljana |
| Ligue Europa 2020-2021                                               | NŠ Mura               |
| Promotions et relégations                                            |                       |
| Promus en Championnat de Slovénie de football                        | FC Koper              |
| Promus en Championnat de Slovénie de football                        | ND Gorica             |
| Relégués en Championnat de Slovénie de football de deuxième division | NK Rudar Velenje      |
| Relégués en Championnat de Slovénie de football de deuxième division | NK Triglav Kranj      |